# Robbie Grossman
Robert Edward Grossman (né le 16 septembre 1989 à San Diego, Californie, États-Unis) est un voltigeur des Rangers du Texas de la Ligue majeure de baseball. 
En 2023, il remporte les Séries mondiales avec les Rangers du Texas. 

## Carrière

### Astros de Houston
Robbie Grossman est un choix de sixième ronde des Pirates de Pittsburgh en 2008. En compagnie de deux autres joueurs des ligues mineures, les lanceurs gauchers Rudy Owens et Colton Cain, Grossman est échangé aux Astros de Houston le 24 juillet 2012 pour le lanceur partant gaucher Wandy Rodríguez. 
Grossman fait son entrée dans le baseball majeur avec Houston le 24 avril 2013. Il frappe deux doubles dans ce premier match et ces deux premiers coups sûrs en carrière sont réussis aux dépens du lanceur des Mariners de Seattle, Joe Saunders. Il frappe pour ,240 de moyenne au bâton en 190 matchs joués pour Houston de 2013 à 2015, avec 11 circuits et 63 points produits.

### Twins du Minnesota
Le 11 décembre 2015, Grossman signe un contrat des ligues mineures avec les Indians de Cleveland. Libéré en mai 2016 sans avoir joué un seul match pour Cleveland, il rejoint les Twins du Minnesota.